# Домінанта (музика)
Доміна́нта (від лат. dominans — пануючий) — у теорії музики — V ступінь ладу відносно основного тону (тоніки).
Домінантою також називається і сам п'ятий ступінь тональності. У європейській музиці домінантовій тональності завжди відводилася особлива роль, домінанта означала контраст до основної тональності.
Серед усіх споріднених тональностей домінанту вважали панівною (звідси назва), найнапруженішою тональністю, що вимагає розв'язання.
В натуральному мажорі домінанта мажорна (наприклад, C-dur — G-dur), в натуральному мінорі — мінорна (наприклад, a-moll — e-moll). У гармонічному мінорі домінантовий тризвук мажорний.
Гармонічний зворот, що містить тоніку і домінанту, називається автентичним. На відміну від плагальних зворотів, звороти з домінантою прийнято вважати напруженими і нестійкими.
Також розрізняють подвійну домінанту — домінанту від домінанти, що будується на 2 ступені.